# 桑德菲尔德 (犹他州)
桑德菲尔德（英語：Centerfield），是美国犹他州桑皮特县下属的一座城市。建市于1869年，面积大约为1.8平方英里（4.7平方公里），海拔约为5,098英尺（1,554米）。根据2010年美国人口普查，该市有人口1,367人。